# Stratford, New Jersey
Stratford är en kommun (borough) i Camden County i delstaten New Jersey, USA.